# Äijäjärvi (sjö i Finland)
Äijäjärvi är en sjö i Finland. Den ligger i kommunen Kolari i landskapet Lappland, i den norra delen av landet, 800 km norr om huvudstaden Helsingfors. Äijäjärvi ligger 150 meter över havet. Arean är 11,9 hektar och strandlinjen är 1,74 kilometer lång. Sjön  ingår i Torne älvs huvudavrinningsområde. 